# Bengt Zederfeldt

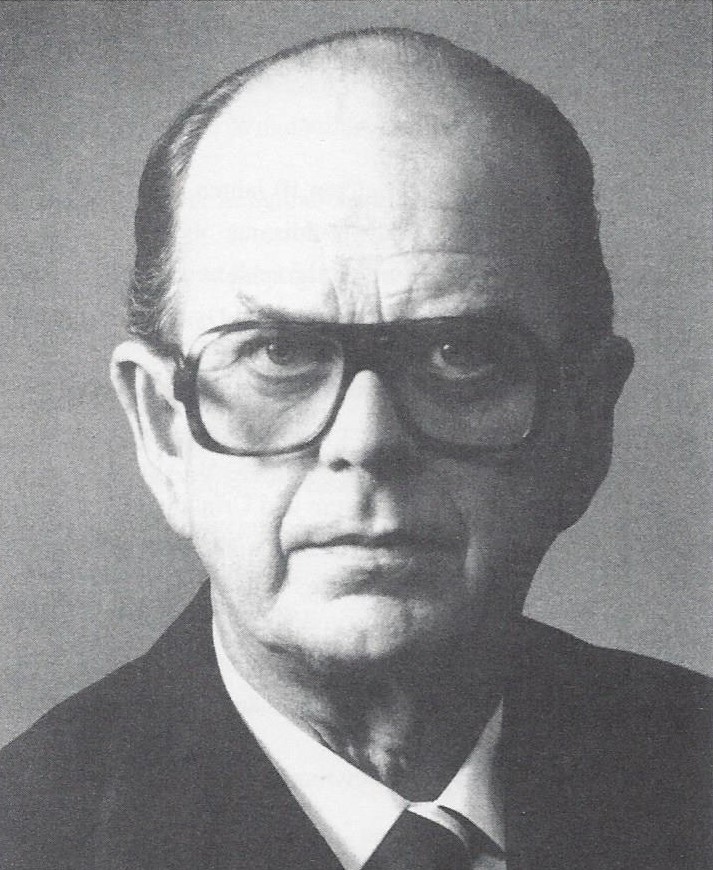
Bengt Zederfeldt

Bengt Zederfeldt (* 1929 in Fors, Västergötland; † 10. Februar 1999 in Malmö) war ein schwedischer Physiologe und Chirurg.

## Leben
Nach dem Abitur in Göteborg studierte Zederfeldt ab 1949 an der Universität Lund Medizin. Seine Doktorarbeit über Wundheilung entstand in der Physiologie, in der er sich 1957 auch habilitierte. Mit einem seiner Betreuer wechselte er 1958 an das Sahlgrenska Universitetssjukhuset in Göteborg. Dort lehrte er zunächst Experimentelle Chirurgie, ab 1965 Chirurgie. Nach einem Studienjahr in San Francisco wurde er 1971 zum Professor für Chirurgie in Lund und zum Oberarzt am Allgemeinen Krankenhaus Malmö (Malmö allmänna sjukhus) ernannt. Über 19 seiner 24 Amtsjahre leitete er das Krankenhaus. Im Wundheilungslaboratorium verfassten viele seiner Mitarbeiter ihre Doktorarbeiten zu Wundheilung, Nahtmaterial und Nähtechnik. 1974 leitete er in Malmö die 113. Tagung der Vereinigung Nordwestdeutscher Chirurgen. Über mehrere Jahre beriet er die nationale Behörde für sämtliche medizinische Fragen (Socialstyrelsen) in Chirurgie.

## Fachgesellschaften
- Vorsitzender der Tissue Repair Society
- Vorsitzender der schwedischen Chirurgenvereinigung (Svensk kirurgisk förening)
- Vorsitzender der schwedischen onkologischen Vereinigung
- Honorary Fellow des American College of Surgeons[4]

## Publikationen
- PubMed
- WorldCat
- GoogleBooks